# کارتاخنا، شیلی
کارتاخنا (به اسپانیایی: Cartagena) یک شهرستان در شیلی است که در استان سن آنتونیو واقع شده‌است. کارتاخنا ۲۴۵٫۹ کیلومتر مربع مساحت و ۱۷٬۹۷۸ نفر جمعیت دارد و ۱۴۰ متر بالاتر از سطح دریا واقع شده‌است.